# A Pigskin Hero
A Pigskin Hero è un cortometraggio muto del 1918 diretto da Eddie Lyons e Lee Moran.

## Produzione
Il film fu prodotto dall'Universal Film Manufacturing Company (come Star Comedies).

## Distribuzione
Distribuito dall'Universal Film Manufacturing Company, il film - un cortometraggio di una bobina - uscì nelle sale cinematografiche USA l'8 aprile 1918. L'Universal Pictures ne distribuì una riedizione che uscì il 5 maggio 1924.